# Julie River
 (octobre 2015).
Julie River, née Nadine Karthauser à Bruxelles en 1949, est une artiste, écrivaine et parolière belge francophone.

## Biographie
Diplômée de l’Institut des hautes études pédagogiques Berkendael, Julie River a poursuivi trois années de cours de dessin en académie et une formation de théâtre au Théâtre Royal des Galeries à Bruxelles. 
Julie River a composé plusieurs recueils de poésie, dont trois pour enfants, et a publié deux ouvrages de référence[réf. nécessaire] de pédagogie de l'art : l'un sur l'apprentissage du théâtre (aux éditions Labor), L'Enfant et le Théâtre, l'autre sur l'imaginaire et l'imagination (avec le soutien de la Communauté française de Belgique, L'Écriture au bout du rêve.
Elle est aussi l'auteur de Didi Beausonge, adapté pour le théâtre.
Julie River tient une chronique artistique dans le bimestriel Revue générale.